# Принц Наґата
Принц Наґата (яп. 長田王, рік народження невідомий — 20 липня 737) — член імператорської сім'ї періоду Нара.
Займав різні посади п'ятого та четвертого рангів при дворі кількох правителів — імператриці Ґеммей, імператриці Ґеншьо та імператора Шьому. У збірку «Манйошю» увійшло шість його віршів.